# Ocydromus siculus winkleri
Ocydromus siculus winkleri é uma subespécie de insetos coleópteros pertencente à família Carabidae.
A autoridade científica da subespécie é Netolitzky, tendo sido descrita no ano de 1943.
Trata-se de uma subespécie presente no território português.